# Minions – Auf der Suche nach dem Mini-Boss
Minions – Auf der Suche nach dem Mini-Boss (Originaltitel: Minions: The Rise of Gru) oder kurz Minions 2 ist ein 3D-Animationsfilm von Illumination Entertainment und Universal Pictures und der Nachfolger von Minions (2015). Ein Trailer wurde schon 2020 veröffentlicht, doch aufgrund der COVID-19-Pandemie kam der Film erst 2022 in die Kinos. In Deutschland startete er am 30. Juni 2022.

## Handlung
Der Film spielt in den 1970er Jahren: der zwölfjährige Felonius Gru wächst in den Vereinigten Staaten auf. Als Fanboy einer Superschurken-Gruppe, bekannt als die Fiesen 6, schmiedet Gru einen Plan, böse genug zu werden, um sich ihnen anschließen zu dürfen. Als die Fiesen 6 ihren Anführer feuern – den legendären Kämpfer Wilder Knöchelknacker –, bewirbt sich Gru darum, ihr neuestes Mitglied zu werden, wird jedoch abgelehnt. Daraufhin stehlen Gru und die Minions ihnen einen Stein, der mit dem chinesischen Tierkreiszeichen verbunden ist, und überreichen diese dem Minion Otto, der den Stein in Grus Versteck bringen soll.
Im Versteck, das sich im Keller befindet, findet Gru heraus, dass Otto den Stein gegen einen Haustierstein ausgetauscht hat, was ihn sehr verärgert, und er nimmt die Suche nach dem Stein auf. Plötzlich wird Gru von Wilder Knöchelknacker entführt und nach San Francisco gebracht. Wilder Knöchelknacker macht den Minions klar, dass er Gru töten wird, sollten die Minions ihm nicht innerhalb von 48 Stunden den Stein überreichen. Doch die Minions schaffen es nicht, den Stein zu finden, und fliegen nach San Francisco, um Gru zu retten, während Otto einen Motorradfahrer verfolgt, der den Stein als Halskette trägt. Als die Minions schließlich das Haus von Wilder Knöchelknacker erreichen, werden sie von dessen Handlangern verfolgt, bis diese von Master Chow, einer ehemaligen Kung-Fu-Lehrerin, die jetzt in einer Akupunkturklinik arbeitet, besiegt werden. Auf Bitte der Minions bringt sie ihnen Kung-Fu bei, wobei sich die Minions als unfähige Schüler herausstellen. Währenddessen gelingt es Otto, den Motorradfahrer im Death Valley einzuholen. Dieser gibt ihm den Stein zurück und nimmt ihn mit nach San Francisco.
Nachdem die letzten Handlanger von Wilder Knöchelknacker ihn verlassen haben, schließen er und Gru sich zusammen. Später rettet Gru ihn, als er kurz davor steht, von Krokodilen aufgefressen zu werden. Um Gru beizubringen, wie man ein Bösewicht wird, überfallen die beiden die Bank des Bösen und stehlen die Mona Lisa. Während ihres Überfalls zerstören die Fiesen 6 das Haus von Wilder Knöchelknacker und gehen anschließend nach Chinatown. Die Minions Kevin, Stuart und Bob jagen ihnen nach. Als Wilder Knöchelknacker sein zerstörtes Haus sieht, klagt er über den Verrat seiner einstigen Freunde, gibt seine Rolle als Bösewicht auf und verstößt Gru.
Auf einer chinesischen Neujahrsparade finden Gru und Wilder Knöchelknacker wieder zusammen, werden jedoch plötzlich von den Fiesen 6 umzingelt, die wiederum von den Agenten der Anti-Verbrecher-Liga (AVL) umgeben werden. Mithilfe des Steins verwandeln sich die Fiesen 6 in Versionen der Tiere des chinesischen Tierkreises und binden Gru an die beiden Zeiger eines Uhrturms, um seinen Körper zu zerreißen. Als die Minions Gru finden, werden sie in ein Kaninchen, einen Hahn und eine Ziege verwandelt. Glücklicherweise kommt Wilder Knöchelknacker Gru zu Hilfe und nimmt gemeinsam mit den Minions den Kampf gegen die Fiesen 6 auf.
Dank ihrer Kung-Fu-Techniken, die sie von Master Chow erlernt haben, gelingt es den Minions, die Fiesen 6 zu besiegen. Knöchelknacker jedoch wird bei dem Versuch, den Stein wieder zurückzuholen, schwer verbrannt. Otto gelingt es, Gru zu retten. Dieser setzt den Stein ein, um die Fiesen 6 in Ratten zu verwandeln. Kurz darauf werden die Fiesen 6 festgenommen. Knöchelknacker jedoch wird in ein Krankenhaus eingeliefert, wo er scheinbar seinen Verletzungen erliegt.
Auf Knöchelknackers Begräbnis hält Gru eine Trauerrede. Seine Trauer schlägt aber in Freude um, als es sich herausstellt, dass Knöchelknacker noch lebt. Später fährt er gemeinsam mit Gru und den Minions los.
In einer Szene aus dem Abspann versucht Gru, Dr. Nefario anzuheuern, aus Dankbarkeit für eine seiner Erfindungen, mit der Gru den Stein stehlen konnte. Dr. Nefario lehnt zunächst ab, stimmt dann aber doch zu und nimmt Gru und die Minions mit auf eine Reise in einem Luftschiff.

## Synchronisation
| Rolle                 | Originalsprecher      | Deutsche Synchronsprecher |
| --------------------- | --------------------- | ------------------------- |
| Gru                   | Steve Carell          | Oliver Rohrbeck           |
| Sir Kevin, der Minion | Pierre Coffin         | –                         |
| Bob, der Minion       | Pierre Coffin         | –                         |
| Stuart, der Minion    | Pierre Coffin         | –                         |
| Minions               | Pierre Coffin         | –                         |
| Disco Donna           | Taraji P. Henson      | Dela Dabulamanzi          |
| Jean-Klaue            | Jean-Claude Van Damme | Bastian Baker             |
| Skandinator           | Dolph Lundgren        | Oliver Stritzel           |
| Nonnchaku             | Lucy Lawless          | Larissa Marolt            |
| Eisenfaust            | Danny Trejo           | Tilo Schmitz              |
| Wilder Knöchelknacker | Alan Arkin            | Thomas Gottschalk         |
| Meisterin Chow        | Michelle Yeoh         | Mey Lan Chao              |
| Biker                 | RZA                   | Matti Klemm               |
| Marlena Gru           | Julie Andrews         | Kerstin Sanders-Dornseif  |
| Dr. Nefario           | Russell Brand         | Patrick Winczewski        |
| Mr. Perkins           | Will Arnett           | Axel Lutter               |
| Silas Ramspopo        | Steve Coogan          | Bernd Egger               |
| Handlanger #1         | Jimmy O. Yang         | Bernhard Völger           |
| Handlanger #2         | Kevin Michael Rudd    | Torben Liebrecht          |
| Handlanger #3         | John DiMaggio         | Sven Brieger              |
| VNC-Ansager           | Michael Beattie       | Tobias Lelle              |

## Soundtrack
Titel- und Künstlerliste:
1. Turn Up the Sunshine – Diana Ross ft. Tame Impala
2. Shining Star – Brittany Howard ft. Verdine White (Earth, Wind & Fire 1975)
3. Funkytown – St. Vincent (Lipps Inc in 1979)
4. Hollywood Swinging – BROCKHAMPTON (Kool & The Gang 1974)
5. Desafinado – Kali Uchis (Stan Getz & Joao Gilberto 1959)
6. Bang Bang – Caroline Polachek (Nancy Sinatra 1966)
7. Fly Like an Eagle – Thundercat (Steve Miller Band 1976)
8. Goodbye to Love – Phoebe Bridgers (The Carpenters 1972)
9. Instant Karma! – Bleachers (John Lennon 1970)
10. You’re No Good – Weyes Blood (Linda Ronstadt 1975)
11. Vehicle – Gary Clark Jr. (The Ides of March 1970)
12. Dance to the Music – H.E.R. (Sly and The Family Stone 1967)
13. Black Magic Woman – Tierra Whack (Santana 1970)
14. Cool – Verdine White
15. Born to Be Alive – Jackson Wang (Patrick Hernandez 1979)
16. Cecilia – Simon & Garfunkel (gesungen von den Minions)
17. Bang Bang – G.E.M. (Nancy Sinatra 1966)
18. Kung Fu Suite – RZA
19. Minions: The Rise of Gru Score Suite – Heitor Pereira

## Produktion
Am 25. Januar 2017 kündigten Illumination und Universal Pictures den Nachfolger zu Minions an. Die Produktion startete am 19. Juli 2017 mit Brad Ableson als Co-Direktor. Am 21. Mai 2019 wurde der englische Titel bekannt gegeben. Am 5. Februar 2020 wurde der offizielle Trailer veröffentlicht.

## Veröffentlichung
Minions: Auf der Suche nach dem Mini-Boss debütierte am 13. Juni 2022 beim Festival d’Animation Annecy, gefolgt von einer Premiere am 25. Juni im TCL Chinese Theatre in Los Angeles. Der Film sollte ursprünglich am 3. Juli 2020 veröffentlicht werden, aber aufgrund der COVID-19-Pandemie und des unvollständigen Status des Films mit der vorübergehenden Schließung von Illumination Mac Guff als Reaktion auf dieses Ereignis wurde er auf den 2. Juli 2021 verschoben, und später bis zum 1. Juli 2022.
Die chinesische Kinoveröffentlichung des Films ersetzte die Schlussszene durch eine Nachricht, dass Wilder Knöchelknacker verhaftet und zu zwanzig Jahren Gefängnis verurteilt wurde und dass Gru „zu seiner Familie zurückgekehrt“ sei.

## Rezeption
Der Film hat bisher weltweit rund 936,6 Millionen US-Dollar eingespielt. Somit ist er der umsatzstärkste animierte Film des Jahres 2022.
Im Zuge der Veröffentlichung des Films etablierte sich der #Gentleminions-Trend, verursacht durch ein Video auf der Videoplattform TikTok, von vornehmlich jungen Männern, das Kino in Anzug bekleidet zu besuchen. Viele der jugendlichen Kinobesucher in Anzügen benahmen sich im Kino sehr laut, jubelten Gru zu und ahmten ihn nach. Zahlreiche andere Kinobesucher forderten von den Kinos daraufhin das Geld für den Eintritt zurück. Als Folge untersagten verschiedene Kinos in Großbritannien das Tragen von Anzügen bei Besuchen des Films.

## Kritiken
Die Kinozeitschrift Cinema urteilte, der Film umfasse „Action und Slapstick am laufenden Band mit hyperaktiven Minions“.
Epd Film lobt den 1970er-Jahre-Look: „Diese Detailgenauigkeit macht eine wesentliche Qualität des Films aus, die Geschichte mag so originell nicht sein, als Actionkomödie aber funktioniert der Film prächtig“.
Oliver Armknecht bei film-rezensionen.de gibt nur eine mittlere Wertung, so hat der Film „zwar ein reizvolles 70er-Jahre-Setting und überzeugt auch bei den Passagen um die verrückte kriminelle Unterwelt. Beim Humor bleibt aber so viel beim Alten, dass da unweigerlich Ermüdungserscheinungen auftreten.“

## Auszeichnungen (Auswahl)
- Die Deutsche Film- und Medienbewertung (FBW) verlieh dem Film das Prädikat „besonders wertvoll“[19]